# Guldhelikonia
Guldhelikonia (Heliconia aurantiaca) är en art i familjen hummerkloväxter som förekommer i Centralamerika, från södra Mexiko till Costa Rica. Arten odlas ibland som krukväxt i Sverige.

## Synonymer
- Bihai aurantiaca (Ghiesbr.) Griggs
- Bihai choconiana (S. Watson) Griggs
- Heliconia brevispatha Hook.
- Heliconia choconiana S. Watson